# HD 101570
Désignations
HD 101570, également désignée HR 4499, est une étoile supergéante de la constellation australe du Centaure. Elle est visible à l'œil nu avec une magnitude apparente de 4,94. D'après la mesure de sa parallaxe annuelle par le satellite Gaia, l'étoile est distante d'environ ∼ 1 080 a.l. (∼ 331 pc) de la Terre. Elle s'éloigne du Système solaire à une vitesse radiale de +18 km/s.
HD 101570 est une étoile supergéante jaune de type spectral G3Ib, qui a épuisé les réserves en hydrogène qui étaient contenues dans son noyau et qui a évolué hors de la séquence principale. Elle est environ 17 fois plus massive que le Soleil et son rayon est 61 fois plus grand que le rayon solaire. Sa vitesse de rotation est anormalement élevée pour son état d'évolution, montrant une vitesse de rotation projetée de 21,4 km/s. L'étoile est près de 2 200 fois plus lumineuse que le Soleil et sa température de surface est de 4 753 K. Sa magnitude absolue est de −2,24.